# Portugal en la Copa Mundial de Fútbol de 2018
La selección de Portugal fue uno de los 32 equipos participantes en la Copa Mundial de Fútbol de 2018, torneo que se llevó a cabo del 14 de junio al 15 de julio en Rusia.

## Clasificación

### Grupo B
| Equipo      | Pts | PJ | PG | PE | PP | GF | GC | Dif |
| ----------- | --- | -- | -- | -- | -- | -- | -- | --- |
| Portugal    | 27  | 10 | 9  | 0  | 1  | 32 | 4  | 28  |
| Suiza       | 27  | 10 | 9  | 0  | 1  | 23 | 7  | 16  |
| Hungría     | 13  | 10 | 4  | 1  | 5  | 14 | 14 | 0   |
| Islas Feroe | 9   | 10 | 2  | 3  | 5  | 4  | 16 | -12 |
| Letonia     | 7   | 10 | 2  | 1  | 7  | 7  | 18 | -11 |
| Andorra     | 4   | 10 | 1  | 1  | 8  | 2  | 23 | -21 |

| Fecha                   | Lugar            | Local       |                        | Resultado                                                       |                        | Visitante   |
| ----------------------- | ---------------- | ----------- | ---------------------- | --------------------------------------------------------------- | ---------------------- | ----------- |
| 6 de septiembre de 2016 | Basilea          | Suiza       | Bandera de Suiza       | 2 – 0 Archivado el 8 de septiembre de 2016 en Wayback Machine.  | Bandera de Portugal    | Portugal    |
| 7 de octubre de 2016    | Aveiro           | Portugal    | Bandera de Portugal    | 6 – 0 Archivado el 12 de octubre de 2016 en Wayback Machine.    | Bandera de Andorra     | Andorra     |
| 10 de octubre de 2016   | Tórshavn         | Islas Feroe | Bandera de Islas Feroe | 0 – 6 Archivado el 18 de septiembre de 2016 en Wayback Machine. | Bandera de Portugal    | Portugal    |
| 13 de noviembre de 2016 | Faro             | Portugal    | Bandera de Portugal    | 4 – 1 Archivado el 18 de septiembre de 2016 en Wayback Machine. | Bandera de Letonia     | Letonia     |
| 25 de marzo de 2017     | Lisboa           | Portugal    | Bandera de Portugal    | 3 – 0 Archivado el 24 de marzo de 2017 en Wayback Machine.      | Bandera de Hungría     | Hungría     |
| 9 de junio de 2017      | Riga             | Letonia     | Bandera de Letonia     | 0 – 3 Archivado el 14 de junio de 2017 en Wayback Machine.      | Bandera de Portugal    | Portugal    |
| 31 de agosto de 2017    | Oporto           | Portugal    | Bandera de Portugal    | 5 – 1 Archivado el 1 de septiembre de 2017 en Wayback Machine.  | Bandera de Islas Feroe | Islas Feroe |
| 3 de septiembre de 2017 | Budapest         | Hungría     | Bandera de Hungría     | 0 – 1                                                           | Bandera de Portugal    | Portugal    |
| 7 de octubre de 2017    | Andorra la Vieja | Andorra     | Bandera de Andorra     | 0 – 2                                                           | Bandera de Portugal    | Portugal    |
| 10 de octubre de 2017   | Lisboa           | Portugal    | Bandera de Portugal    | 2 – 0                                                           | Bandera de Suiza       | Suiza       |

## Participación

### Lista de convocados
La lista definitiva fue anunciada el 17 de mayo.
Técnico:  Fernando Santos
| No. | Pos. | Jugador           | Fecha de nacimiento (edad)         | Apa. | Goles | Club               |
| --- | ---- | ----------------- | ---------------------------------- | ---- | ----- | ------------------ |
| 1   | POR  | Rui Patrício      | 15 de febrero de 1988 (30 años)    | 69   | 0     | Sporting de Lisboa |
| 2   | DEF  | Bruno Alves       | 27 de noviembre de 1981 (36 años)  | 96   | 11    | Rangers            |
| 3   | DEF  | Pepe              | 26 de febrero de 1983 (35 años)    | 95   | 5     | Beşiktaş           |
| 4   | MED  | Manuel Fernandes  | 5 de febrero de 1986 (32 años)     | 14   | 3     | Lokomotiv Moscú    |
| 5   | DEF  | Raphaël Guerreiro | 22 de diciembre de 1993 (24 años)  | 24   | 2     | Borussia Dortmund  |
| 6   | DEF  | José Fonte        | 22 de diciembre de 1983 (34 años)  | 31   | 0     | Dalian Yifang      |
| 7   | DEL  | Cristiano Ronaldo | 5 de febrero de 1985 (33 años)     | 150  | 81    | Real Madrid        |
| 8   | MED  | João Moutinho     | 8 de septiembre de 1986 (31 años)  | 110  | 7     | Mónaco             |
| 9   | DEL  | André Silva       | 6 de noviembre de 1995 (22 años)   | 23   | 12    | Milan              |
| 10  | MED  | João Mário        | 19 de enero de 1993 (25 años)      | 36   | 2     | West Ham United    |
| 11  | MED  | Bernardo Silva    | 10 de agosto de 1994 (23 años)     | 25   | 2     | Manchester City    |
| 12  | POR  | Anthony Lopes     | 1 de octubre de 1990 (27 años)     | 7    | 0     | Olympique de Lyon  |
| 13  | DEF  | Rúben Dias        | 14 de mayo de 1997 (21 años)       | 1    | 0     | Benfica            |
| 14  | MED  | William Carvalho  | 7 de abril de 1992 (26 años)       | 43   | 2     | Sporting de Lisboa |
| 15  | DEF  | Ricardo Pereira   | 6 de octubre de 1993 (24 años)     | 4    | 0     | Porto              |
| 16  | MED  | Bruno Fernandes   | 8 de septiembre de 1994 (23 años)  | 6    | 1     | Sporting de Lisboa |
| 17  | DEL  | Gonçalo Guedes    | 29 de noviembre de 1996 (21 años)  | 10   | 3     | Valencia           |
| 18  | DEL  | Gelson Martins    | 11 de mayo de 1995 (23 años)       | 18   | 0     | Sporting de Lisboa |
| 19  | DEF  | Mário Rui         | 27 de mayo de 1991 (27 años)       | 4    | 0     | Napoli             |
| 20  | DEL  | Ricardo Quaresma  | 26 de septiembre de 1983 (34 años) | 77   | 9     | Beşiktaş           |
| 21  | DEF  | Cédric Soares     | 31 de agosto de 1991 (26 años)     | 29   | 1     | Southampton        |
| 22  | POR  | Beto              | 1 de mayo de 1982 (36 años)        | 14   | 0     | Göztepe            |
| 23  | MED  | Adrien Silva      | 15 de marzo de 1989 (29 años)      | 23   | 1     | Leicester City     |

### Fase de grupos
| Selección | Pts | PJ | PG | PE | PP | GF | GC | Dif |
| --------- | --- | -- | -- | -- | -- | -- | -- | --- |
| España    | 5   | 3  | 1  | 2  | 0  | 6  | 5  | 1   |
| Portugal  | 5   | 3  | 1  | 2  | 0  | 5  | 4  | 1   |
| Irán      | 4   | 3  | 1  | 1  | 1  | 2  | 2  | 0   |
| Marruecos | 1   | 3  | 0  | 1  | 2  | 2  | 4  | -2  |

#### España vs. Portugal
| 15 de junio de 2018, 21:00 (UTC+3) | Portugal                    | 3:3 (2:1) | España                           | Estadio Fisht, Sochi                                        |                                                             |
|                                    | Ronaldo 4' (pen.), 44', 88' | Reporte   | Diego Costa 24', 55' · Nacho 58' | Asistencia: 43 866 espectadores Árbitro(s): Gianluca Rocchi | Asistencia: 43 866 espectadores Árbitro(s): Gianluca Rocchi |

|  |  |

| GK              | 1  | Rui Patrício      |     |     |
| RB              | 21 | Cédric            |     |     |
| CB              | 3  | Pepe              |     |     |
| CB              | 6  | José Fonte        |     |     |
| LB              | 5  | Raphaël Guerreiro |     |     |
| CM              | 14 | William Carvalho  |     |     |
| CM              | 8  | João Moutinho     |     |     |
| RW              | 11 | Bernardo Silva    |     | 69' |
| AM              | 17 | Gonçalo Guedes    |     | 80' |
| LW              | 16 | Bruno Fernandes   | 28' | 68' |
| CF              | 7  | Cristiano Ronaldo |     |     |
| Cambios:        |    |                   |     |     |
| MF              | 10 | João Mário        |     | 68' |
| FW              | 20 | Ricardo Quaresma  |     | 69' |
| FW              | 9  | André Silva       |     | 80' |
| Entrenador:     |    |                   |     |     |
| Fernando Santos |    |                   |     |     |

| GK              | 1  | David de Gea     |     |     |
| RB              | 4  | Nacho            |     |     |
| CB              | 3  | Gerard Piqué     |     |     |
| CB              | 15 | Sergio Ramos     |     |     |
| LB              | 18 | Jordi Alba       |     |     |
| CM              | 5  | Sergio Busquets  | 17' |     |
| CM              | 8  | Koke             |     |     |
| RW              | 21 | David Silva      |     | 86' |
| AM              | 22 | Isco             |     |     |
| LW              | 6  | Andrés Iniesta   |     | 70' |
| CF              | 19 | Diego Costa      |     | 77' |
| Cambios:        |    |                  |     |     |
| MF              | 10 | Thiago Alcântara |     | 70' |
| FW              | 17 | Iago Aspas       |     | 77' |
| FW              | 11 | Lucas Vázquez    |     | 86' |
| Entrenador:     |    |                  |     |     |
| Fernando Hierro |    |                  |     |     |

| Jugador del Partido: Cristiano Ronaldo Árbitros asistentes: Elenito Di Liberatore Mauro Tonolini Cuarto árbitro: Ryuji Sato Quinto árbitro: Toru Sagara Árbitro asistente de video: Massimiliano Irrati Árbitros asistentes del árbitro asistente de video: Paolo Valeri Carlos Astroza Daniele Orsato |

#### Portugal vs. Marruecos
| 20 de junio de 2018, 15:00 (UTC+3) | Portugal   | 1:0 (1:0) | Marruecos | Estadio Olímpico Luzhnikí, Moscú                        |                                                         |
|                                    | Ronaldo 4' | Reporte   |           | Asistencia: 78 011 espectadores Árbitro(s): Mark Geiger | Asistencia: 78 011 espectadores Árbitro(s): Mark Geiger |

|  |  |

| GK              | 1  | Rui Patrício      |       |     |
| RB              | 21 | Cédric Soares     |       |     |
| CB              | 3  | Pepe              |       |     |
| CB              | 6  | José Fonte        |       |     |
| LB              | 5  | Raphaël Guerreiro |       |     |
| RM              | 11 | Bernardo Silva    |       | 59' |
| CM              | 14 | William Carvalho  |       |     |
| CM              | 8  | João Moutinho     |       | 89' |
| LM              | 10 | João Mário        |       | 70' |
| CF              | 17 | Gonçalo Guedes    |       |     |
| CF              | 7  | Cristiano Ronaldo |       |     |
| Cambios:        |    |                   |       |     |
| FW              | 18 | Gelson Martins    |       | 59' |
| MF              | 16 | Bruno Fernandes   |       | 70' |
| MF              | 23 | Adrien Silva      | 90+2' | 89' |
| Entrenador:     |    |                   |       |     |
| Fernando Santos |    |                   |       |     |

| GK           | 12 | Munir Mohamedi  |     |     |
| RB           | 17 | Nabil Dirar     |     |     |
| CB           | 5  | Mehdi Benatia   | 40' |     |
| CB           | 4  | Manuel da Costa |     |     |
| LB           | 2  | Achraf Hakimi   |     |     |
| CM           | 8  | Karim El Ahmadi |     | 86' |
| CM           | 14 | Mbark Boussoufa |     |     |
| RW           | 16 | Nordin Amrabat  |     |     |
| AM           | 10 | Younès Belhanda |     | 75' |
| LW           | 7  | Hakim Ziyech    |     |     |
| CF           | 13 | Khalid Boutaïb  |     | 70' |
| Cambios:     |    |                 |     |     |
| FW           | 9  | Ayoub El Kaabi  |     | 70' |
| MF           | 23 | Mehdi Carcela   |     | 75' |
| MF           | 11 | Fayçal Fajr     |     | 86' |
| Entrenador:  |    |                 |     |     |
| Hervé Renard |    |                 |     |     |

| Jugador del Partido: Cristiano Ronaldo Árbitros asistentes: Joe Fletcher Frank Anderson Cuarto árbitro: Sergei Karasev Quinto árbitro: Anton Averianov Árbitro asistente de video: Felix Zwayer Árbitros asistentes del árbitro asistente de video: Jair Marrufo Simon Lount Bastian Dankert |

#### Irán vs. Portugal
| 25 de junio de 2018, 21:00 (UTC+3) | Irán                     | 1:1 (0:1) | Portugal     | Mordovia Arena, Saransk                                     |                                                             |
|                                    | Ansarifard 90'+3' (pen.) | Reporte   | Quaresma 45' | Asistencia: 41 685 espectadores Árbitro(s): Enrique Cáceres | Asistencia: 41 685 espectadores Árbitro(s): Enrique Cáceres |

|  |  |

| GK             | 1  | Alireza Beiranvand   |     |     |
| RB             | 23 | Ramin Rezaeian       |     |     |
| CB             | 19 | Majid Hosseini       |     |     |
| CB             | 8  | Morteza Pouraliganji |     |     |
| LB             | 3  | Ehsan Hajsafi        | 52' | 56' |
| DM             | 6  | Saeid Ezatolahi      |     | 76' |
| CM             | 18 | Alireza Jahanbakhsh  |     | 70' |
| CM             | 9  | Omid Ebrahimi        |     |     |
| RW             | 17 | Mehdi Taremi         |     |     |
| LW             | 11 | Vahid Amiri          |     |     |
| CF             | 20 | Sardar Azmoun        | 54' |     |
| Cambios:       |    |                      |     |     |
| DF             | 5  | Milad Mohammadi      |     | 56' |
| FW             | 14 | Saman Ghoddos        |     | 70' |
| FW             | 10 | Karim Ansarifard     |     | 76' |
| Entrenador:    |    |                      |     |     |
| Carlos Queiroz |    |                      |     |     |

| GK              | 1  | Rui Patrício      |       |       |
| RB              | 21 | Cédric            | 90+8' |       |
| CB              | 3  | Pepe              |       |       |
| CB              | 6  | José Fonte        |       |       |
| LB              | 5  | Raphaël Guerreiro | 33'   |       |
| RM              | 20 | Ricardo Quaresma  | 64'   | 70'   |
| CM              | 14 | William Carvalho  |       |       |
| CM              | 23 | Adrien Silva      |       |       |
| LM              | 10 | João Mário        |       | 84'   |
| CF              | 9  | André Silva       |       | 90+6' |
| CF              | 7  | Cristiano Ronaldo | 83'   |       |
| Cambios:        |    |                   |       |       |
| MF              | 11 | Bernardo Silva    |       | 70'   |
| MF              | 8  | João Moutinho     |       | 84'   |
| FW              | 17 | Gonçalo Guedes    |       | 90+6' |
| Entrenador:     |    |                   |       |       |
| Fernando Santos |    |                   |       |       |

| Jugador del Partido: Ricardo Quaresma Árbitros asistentes: Eduardo Cardozo Juan Zorrilla Cuarto árbitro: Mehdi Abid Charef Quinto árbitro: Anouar Hmila Árbitro asistente de video: Massimiliano Irrati Árbitros asistentes del árbitro asistente de video: Gery Vargas Hernán Maidana Paolo Valeri |

### Octavos de final

#### Uruguay vs. Portugal
| 30 de junio de 2018 | Uruguay        | 2:1 (1:0) | Portugal | Estadio Fisht, Sochi                                    |                                                         |
| 21:00 MSK (UTC+3)   | Cavani 7', 62' | Reporte   | Pepe 55' | Asistencia: 44 287 espectadores Árbitro(s): César Ramos | Asistencia: 44 287 espectadores Árbitro(s): César Ramos |

| Uruguay | Portugal |

| POR           | 1  | Fernando Muslera   |     |     |
| DEF           | 22 | Martín Cáceres     |     |     |
| DEF           | 2  | José Giménez       |     |     |
| DEF           | 3  | Diego Godín        |     |     |
| DEF           | 17 | Diego Laxalt       |     |     |
| MED           | 8  | Nahitan Nández     |     | 63' |
| MED           | 14 | Lucas Torreira     |     |     |
| MED           | 15 | Matías Vecino      |     |     |
| MED           | 6  | Rodrigo Bentancur  |     | 81' |
| DEL           | 9  | Luis Suárez        |     |     |
| DEL           | 21 | Edinson Cavani     | 74' |     |
| Cambios:      |    |                    |     |     |
| MED           | 7  | Cristian Rodríguez |     | 63' |
| DEL           | 11 | Christian Stuani   |     | 74' |
| MED           | 5  | Carlos Sánchez     |     | 81' |
| Entrenador:   |    |                    |     |     |
| Óscar Tabárez |    |                    |     |     |

| POR             | 1  | Rui Patricio      |     |       |
| DEF             | 5  | Raphaël Guerreiro |     |       |
| DEF             | 6  | José Fonte        |     |       |
| DEF             | 3  | Pepe              |     |       |
| DEF             | 15 | Ricardo Pereira   |     |       |
| MED             | 10 | João Mário        | 84' |       |
| MED             | 23 | Adrien Silva      |     |       |
| MED             | 14 | William Carvalho  |     |       |
| MED             | 11 | Bernardo Silva    |     | 65'   |
| DEL             | 7  | Cristiano Ronaldo |     | 90+3' |
| DEL             | 17 | Gonçalo Guedes    |     | 74'   |
| Cambio:         |    |                   |     |       |
| DEL             | 20 | Ricardo Quaresma  |     | 65'   |
| DEL             | 9  | André Silva       |     | 74'   |
| MED             | 4  | Manuel Fernandes  |     | 84'   |
| Entrenador:     |    |                   |     |       |
| Fernando Santos |    |                   |     |       |

| Jugador del partido: Edinson Cavani Árbitros asistentes: Marvin Torrentera Miguel Hernández Cuarto árbitro: Jair Marrufo Árbitro asistente de video: Mark Geiger Árbitros asistentes del árbitro asistente de video: Joe Fletcher Bastian Dankert Danny Makkelie |